# Нелсон Пике млађи
Нелсон Пике јуниор (порт. Nelson Ângelo Tamsma Piquet Souto Maior), познат и као Нелсињо Пике (порт. Nelsinho Piquet), је бразилски возач тркачких возила и возач формуле 1 у периоду 2008—2009, када је возио за Рено.
Његов отац је троструки шампион Формуле 1 — Нелсон Пике.

## Биографија
Нелсон Пике млађи је рођен 25. јула 1985. године у Хајделбергу, Немачка.
Пошто су му се родитељи развели, до своје осме године живео је са мајком у Монаку.
Након тога је прешао у Бразил код оца.
Живео је у Бразилији.
Одмах је почео са картинг тркама и у томе је остао до 2001. године.
Те године је напустио даље школовање и посветио се тркачкој каријери.
Освајао је многе титуле у Формула 3 шампионатима и ГП2 серији.
Године 2006. је освојио друго место у ГП2 серији иза Луиса Хамилтона.

## Формула 1
Током сезоне 2007. возио је као тест-возач за Рено Формула 1 тим.
За сезону 2008. Нелсињо је унапређен у главног возача.
Његова прва трка је била ВН Аустралије. Трку је стартовао као 21., а морао је да одустане у 31. кругу.
То је идентичан резултат који је остварио његов отац у својој дебитантској трци.
Прве поене је остварио на ВН Француске, а први подијум на ВН Немачке, када је био други, иза Луиса Хамилтона.
Сезону је завршио са 19 поена на 12. месту.
Упркос не тако добром резултату, Рено је продужио уговор са Нелсињом за још једну годину, тако да је и у сезони 2009. Нелсињо возио у Реноу, уз Фернанда Алонса.
Ипак, клуб је средином сезоне раскинуо уговор са њим, и наследио га је Ромен Грожан.